# Slag bij Humbleton Hill

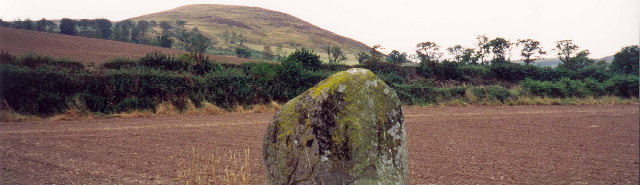
De plaats van de slag

De Slag bij Humbleton Hill (of Homildon Hill) was een conflict tussen de Engelse en Schotse legers op 14 september 1402 in het Engelse Northumberland. De strijd werd verteld in Shakespeares Henry IV, part 1. Hoewel Humbleton Hill de moderne naam van de plaats is, werd het door de eeuwen heen  op verschillende manieren benoemd: Homildon, Hameldun, Holmedon, en Homilheugh.